# NGC 3550
NGC 3550 è una galassia lenticolare situata nella costellazione dell'Orsa Maggiore. Dista dalla Terra circa 477 milioni di anni luce. Fu scoperta da William Herschel nell'aprile del 1785.
È una delle galassie più brillanti dell'ammasso di galassie Abell 1185 a sua volta componente del superammasso del Leone.